# Rhyacophila yamanakensis
Rhyacophila yamanakensis är en nattsländeart som beskrevs av Iwata 1927. Rhyacophila yamanakensis ingår i släktet Rhyacophila och familjen rovnattsländor. Inga underarter finns listade i Catalogue of Life.